# Imrikfalvi-víztározó
Az Imrikfalvi-víztározó, Imrefalvi-víztározó (másként Palcmanhutai-tó, szlovákul Palcmanská Maša) a Káposztafalvi-karszt déli lábánál található fontos turisztikai centrum és vízügyi létesítmény. 1953-ban hozták létre a Gölnic folyó felduzzasztásával Imrikfalva (Dedinky) mellett.

## Vízerőmű
A tó egy szivattyús-tározós vízerőmű része. A vizét egy föld alatti csatornán keresztül, 300 méteres eséssel vezetik át Dobsina előtt a Dobšinský kopec hegy alatt egy kisebb tározóba, onnan a Dobsina patakba, majd a Sajóba – miközben egy 2×12 MW-os vízerőművet hajt. A vizet vissza is lehet szivattyúzni, amikor áramtúltermelés van, a csúcsidőszakokban pedig leeresztik azt.

## Turizmus

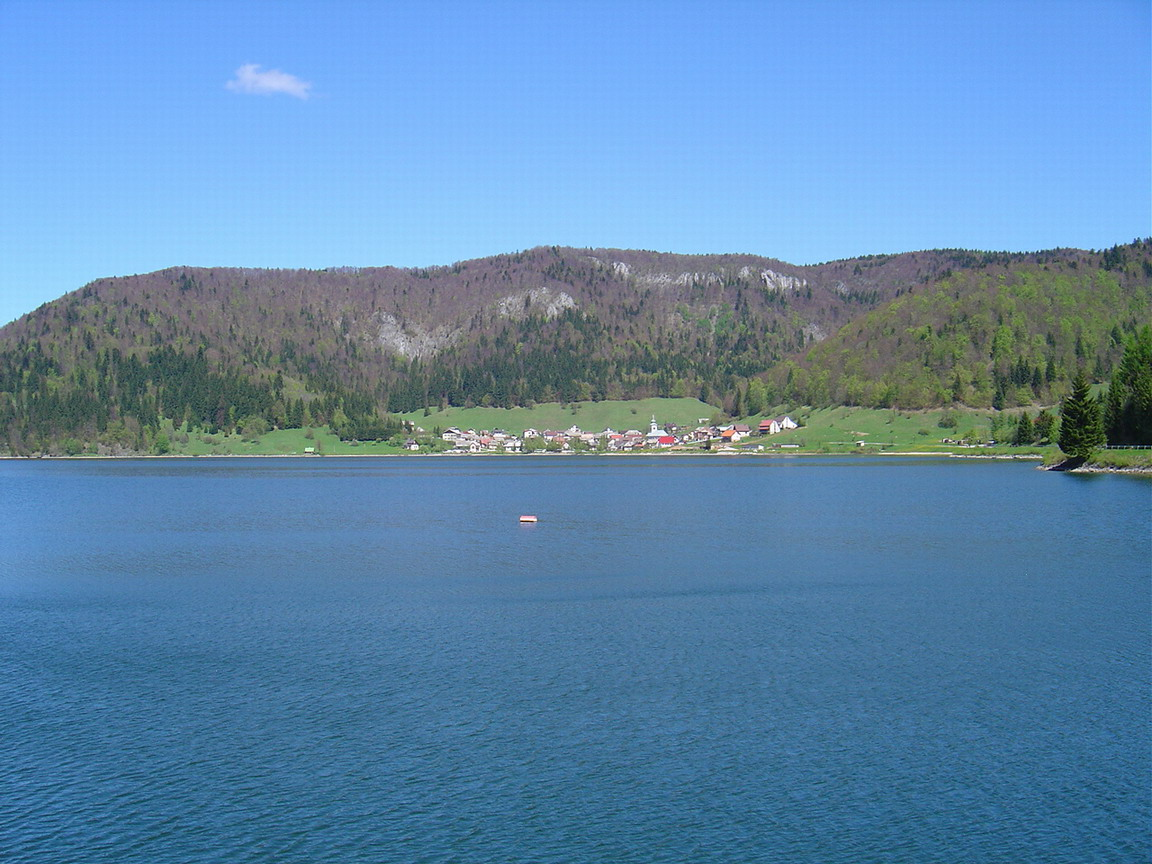
Imrikfalva a tó partján fekszik

Imrikfalva hajdan bányászfalu volt, ma üdülőtelep. A tó partján szabadstrandok várják a fürdőzőket. Lehetőség van a horgászatra is.
Innen indul a 70 km hosszú, piros jelzésű gölnici fő kerékpárút (Hnilecká cyklomagistrála), ami a Gölnic völgyében egészen Margitfalváig, az Óruzsini-víztározóig kanyarog.
Kirándulás tehető a Holló-sziklára (Havrania skala), a Zejmár-szurdokon (Zejmarská roklina) keresztül vagy libegővel festői szépségű táj felett haladva juthatunk fel a Geravy-fennsíkra (planina Geravy). Az egyszerre 270 személy szállítására alkalmas libegő pályája mintegy 2 km hosszú és 221 m szintkülönbséget hidal át. Ma Szlovákiában csak itt üzemel ilyen típusú együléses libegő.

## Lásd még
- Szlovák Paradicsom

## Külső hivatkozások
- A Menedékkőtől a Holló-szikláig[halott link] – Magyar Nemzet, 2009. május 25.